# Koen Metsemakers
Koen Metsemakers (Hasselt, Bélgica, 30 de abril de 1992) es un deportista neerlandés que compite en remo.
Participó en dos Juegos Olímpicos de Verano, obteniendo dos medallas de oro, en Tokio 2020 y París 2024, ambas en la prueba de cuatro scull.
Ganó dos medallas de oro en el Campeonato Mundial de Remo, en los años 2019 y 2023, y cuatro medallas en el Campeonato Europeo de Remo entre los años 2019 y 2023.

## Palmarés internacional
| Juegos Olímpicos   | Juegos Olímpicos     | Juegos Olímpicos | Juegos Olímpicos |
| Año                | Lugar                | Medalla          | Prueba           |
| ------------------ | -------------------- | ---------------- | ---------------- |
| 2020               | Tokio (Japón)        | Medalla de oro   | Cuatro scull     |
| 2024               | París (Francia)      | Medalla de oro   | Cuatro scull     |
| Campeonato Mundial |                      |                  |                  |
| Año                | Lugar                | Medalla          | Prueba           |
| 2019               | Ottensheim (Austria) | Medalla de oro   | Cuatro scull     |
| 2023               | Belgrado (Serbia)    | Medalla de oro   | Cuatro scull     |
| Campeonato Europeo |                      |                  |                  |
| Año                | Lugar                | Medalla          | Prueba           |
| 2019               | Lucerna (Suiza)      | Medalla de oro   | Cuatro scull     |
| 2020               | Poznań (Polonia)     | Medalla de oro   | Cuatro scull     |
| 2021               | Varese (Italia)      | Medalla de plata | Cuatro scull     |
| 2023               | Bled (Eslovenia)     | Medalla de plata | Cuatro scull     |